# جيمس مارك سوليفان
جيمس مارك سوليفان (بالإنجليزية: James Mark Sullivan)‏ هو دبلوماسي أمريكي، ولد في 6 يناير 1873 في كيلارني ‏ في جمهورية أيرلندا، وتوفي في 15 أغسطس 1935 في سانت بيترسبرغ في الولايات المتحدة.